# Cervães
Cervães es una freguesia portuguesa del concelho de Vila Verde, con 9,63 km² de superficie y 1.856 habitantes (2021). Su densidad de población es de 192,7 hab/km².